# مايك ليهي
مايك ليهي (بالإنجليزية: Mike Leahy)‏ هو: مقدم تلفزيوني بريطاني، ولد في 1966.
نشأ ليهي في ستيفنتون، أوكسفوردشير، وحضر مدرسة جون ماسون الشاملة في أبينجدون. ترك المدرسة في عمر 15 عامًا وعمل لمدة عشر سنوات كميكانيكي سيارات. كان آنذاك طالبًا في كل من جامعة أكسفورد بروكس وجامعة أكسفورد، حيث حصل على درجة الدكتوراه في علم الفيروسات والبيولوجيا الجزيئية.

## وصلات خارجية
- الموقع الرسمي
- مايك ليهي على موقع IMDb (الإنجليزية)